# Plaisir
Pour les articles homonymes, voir Plaisir (homonymie).

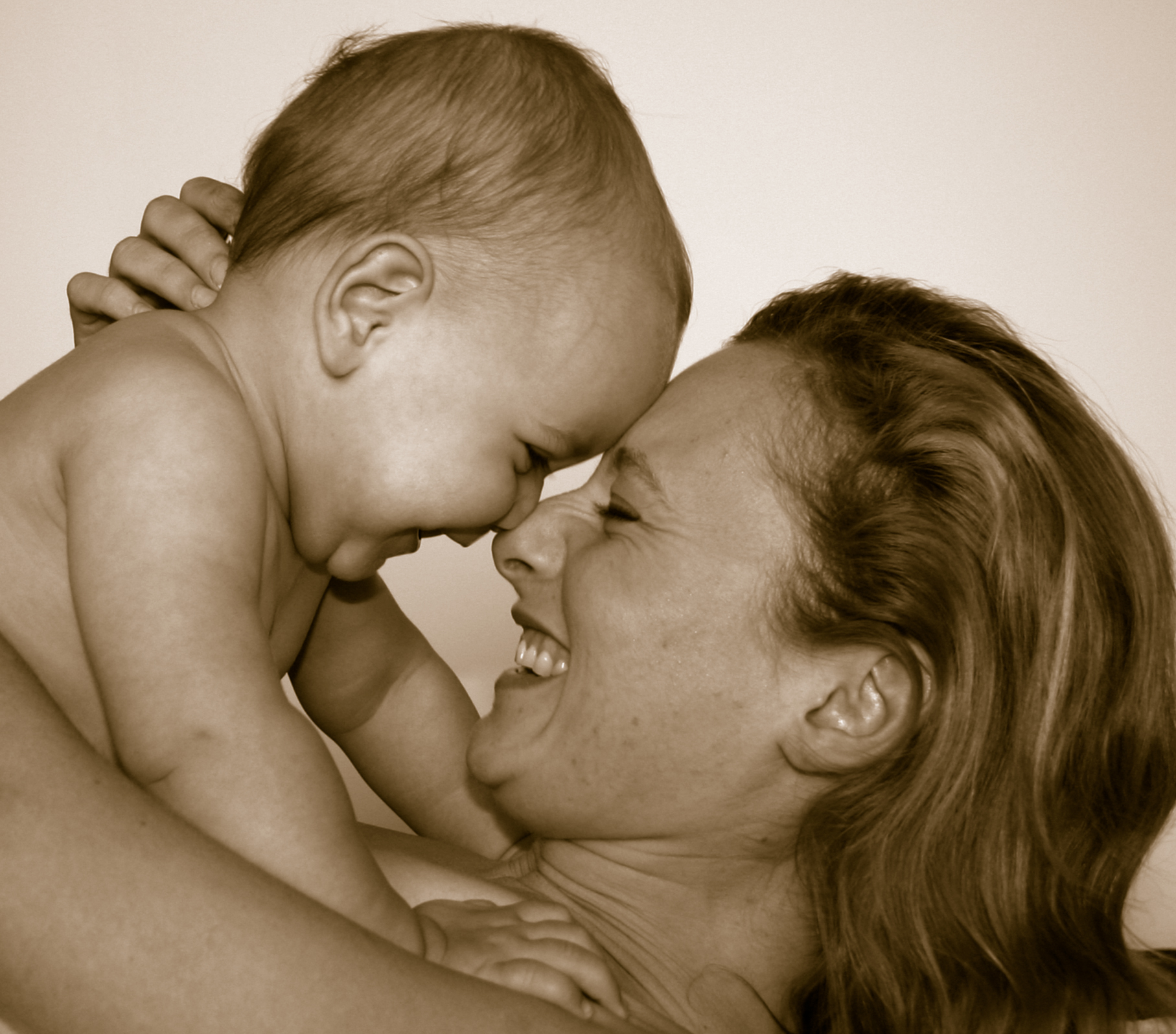
Un moment de plaisir entre une mère et son enfant.

Le plaisir est une émotion, agréable et de courte durée, essentielle au fonctionnement du système de récompense (aussi appelé système hédonique) propre aux mammifères mais qui pourrait être partagée par d'autres vertébrés. Elle est indispensable à la survie de ces derniers car elle joue un rôle dans la motivation et la prise de risque les poussant à satisfaire leurs besoins vitaux de base et à quitter une situation qui leur est défavorable. Cette sensation est principalement le résultat de la production, dans l'aire tegmentale ventrale, d'opiacés endogènes mais le plaisir peut également être engendré par la consommation de certaines drogues comme l’héroïne, d'autres opiacées exogènes ou encore des opioïdes (dérivés synthétiques), ce qui active artificiellement le système de récompense et provoque l'addiction à ces substances. La notion de plaisir est différente de l'état de bonheur, également indispensable à la survie, qui ne désigne pas une sensation de courte durée mais un état agréable de satisfaction, durable et équilibré. Le plaisir a un grand nombre de termes plus ou moins synonymes (contentement, volupté, satisfaction, délices, régal, jubilation…) qui désignent des variétés plus ou moins subtiles de l’expérience.
Le concept de plaisir est employé en philosophie et en psychologie, souvent associé à un qualificatif : plaisir sexuel, alimentaire, intellectuel, professionnel, parental, moral, civique (ou du devoir accompli), etc.
Dans le bouddhisme, le plaisir est considéré comme sensation physique ; il est également au nombre des vingt-deux facultés énumérées par cette obédience.

## Physiologie
En 1952, James Olds et Peter Milner, collègues de José Delgado, découvrent par hasard, chez des rats, les premières régions cérébrales dont la stimulation procure des effets extérieurs similaires à l'orgasme. Plusieurs travaux ont permis de cerner par la suite les centres cérébraux du plaisir, comme étant représentés par le complexe Hypothalamus latéral — Amygdales baso-latérales — Région septale. Le cervelet, le cortex frontal et les pointes antérieures des lobes temporaux prennent également part à la sensation de plaisir.
Chez l'homme, l'activation artificielle de ces aires cérébrales peut se traduire par la sensation de plaisir, mais elle est décrite comme une sensation « d'aller vers l'orgasme sans jamais l'atteindre »[réf. souhaitée].
Par ailleurs, le plaisir intense que font ressentir certaines drogues comme l’héroïne, montre que les endorphines endocrines et les molécules opiacées ou opioïdes (dérivés synthétiques) sont, de par leur concentration un facteur clé régulant le plaisir de l'individu. Les effets de l'héroïne par exemple sont ressentis par ses consommateurs comme étant Le plaisir, absolu et intense, ce qui montre également que le plaisir, comme toute sensation humaine, reste, pour la science, de simples réactions chimiques.

## Philosophie

### Épicure
Épicure est l'un des premiers penseurs du plaisir. Il constate que nous nommons « plaisir » ce que nous recherchons dans la vie, et qu'il s'agit donc d'une classification postérieure à l'expérience (idée que reprendra Hume) : nous recherchons les plaisirs, mais simplement parce que nous nommons plaisir ce que nous recherchons. L'épicurisme se distingue de l'hédonisme absolu tel qu'il fut pratiqué par exemple par les Cyrénaïques. Le premier rend compte de la condition humaine - mort, les dieux antiques ignorent les hommes et de ce fait ne portent aucun jugement, bon ou mauvais, sur eux. Ces dieux peuvent être pris comme modèle idéal de perfection. Pour atteindre l'ataraxie, l'homme ne doit pas chercher à posséder le pouvoir ou à atteindre la richesse au-delà de ce qui lui est nécessaire pour vivre - tout en postulant que le plaisir est nécessaire au bonheur, plaisir trouvant souvent sa source dans l'apaisement d'une sensation désagréable voire douloureuse (le plaisir de manger pour calmer la souffrance de la faim par exemple) mais qui ne doit pas se situer dans l'excès qui entraînerait un état de douleur future (Prendre beaucoup de plaisir à trop manger et souffrir d'une indigestion par la suite) :
« Justement parce qu’il est le bien premier et né avec notre nature, nous ne bondissons pas sur n’importe quel plaisir : il existe beaucoup de plaisirs auxquels nous ne nous arrêtons pas, lorsqu’ils impliquent pour nous une avalanche de difficultés. (...) Quand donc nous disons que le plaisir est notre but ultime, nous n’entendons pas par là les plaisirs des débauchés ni ceux qui se rattachent à la jouissance matérielle, ainsi que le disent les gens qui ignorent notre doctrine ou qui sont en désaccord avec elle, ou qui l’interprètent dans un mauvais sens. Le plaisir que nous avons en vue est caractérisé par l’absence de souffrances corporelles (aponie) et de troubles de l’âme (ataraxie). »
— Lettre à Ménécée
« Tout plaisir est de par sa nature même, un bien, mais tout plaisir ne doit pas être recherché ; pareillement toute douleur est un mal, mais toute douleur ne doit pas être évitée à tout prix. »
— Lettre à Ménécée
Il faut en faire le but de l'existence :
« Voilà pourquoi nous disons que le plaisir est le principe et le but de la vie bienheureuse. C’est lui que nous avons reconnu comme bien premier et congénital »
— Lettre à Ménécée
Il prône ainsi une vie d'autosuffisance :
« Ainsi, nous considérons l’autosuffisance comme un grand bien : non pour satisfaire à une obsession gratuite de frugalité, mais pour que le minimum, au cas où la profusion ferait défaut, nous satisfasse »
— Lettre à Ménécée

### Khayyam
Omar Khayyam, né en Perse (actuellement Iran), devint un mathématicien et astronome de premier plan, mais abandonna tous ses travaux pour se consacrer à la poésie, au vin et à la compagnie des jeunes femmes. Dans ses fameux quatrains, il s'indigne que Dieu (appelé ici Allah) semble, par sa Parole révélée, donner à l'homme des ordres tout en implantant en lui des désirs qui sont autant d'ordres contraires.

### Sade
Donatien Alphonse François de Sade, libertin, montre que le plaisir se doit d'être au centre de toutes les activités humaines car c'est ce que la Nature a mis à la disposition de l'homme pour qu'il accède au bonheur — que cela contrarie les valeurs de la société ou non. Ce positionnement lui permet de « justifier » l'homicide, l'adultère, l'inceste et de nombreux actes interdits en Occident et ailleurs pour assurer le bon fonctionnement de la société.
« Ah! renoncez aux vertus, Eugénie! Est-il un seul des sacrifices qu'on puisse faire à ces fausses divinités, qui vaille une minute des plaisirs que l'on goûte en les outrageant? Va, la vertu n'est qu'une chimère, dont le culte ne consiste qu'en des immolations perpétuelles, qu'en des révoltes sans nombre contre les inspirations du tempérament. De tels mouvements peuvent-ils être naturels? La nature conseille-t-elle ce qui l'outrage? Ne sois pas la dupe, Eugénie, de ces femmes que tu entends nommer vertueuses. Ce ne sont pas, si tu veux, les mêmes passions que nous qu'elles servent, mais elles en ont d'autres, et souvent bien plus méprisables… C'est l'ambition, c'est l'orgueil, ce sont des intérêts particuliers, souvent encore la froideur seule d'un tempérament qui ne leur conseille rien. Devons-nous quelque chose à de pareils êtres, je le demande ? N'ont-elles pas suivi les uniques impressions de l'amour de soi? Est-il donc meilleur, plus sage, plus à propos de sacrifier à l'égoïsme qu'aux passions? Pour moi, je crois que l'un vaut bien l'autre; et qui n'écoute que cette dernière voix a bien plus de raison sans doute, puisqu'elle est seule organe de la nature, tandis que l'autre n'est que celle de la sottise et du préjugé. »
— Sade, Philosophie dans le boudoir

### Nietzsche
La position de Nietzsche, très inspirée aussi d'Épicure — c'est en soi qu'il faut trouver les sources du bonheur — incitant cependant à trouver davantage le bonheur dans la volonté de puissance sur soi-même et sur le monde que dans le pouvoir d'ennuyer impunément autrui.

### Barthes
Dans son essai, intitulé Sade, Fourier, Loyola (1971), le sémiologue Roland Barthes compare trois approches aussi différentes qu'il se peut du plaisir - ou, si l'on préfère - de la motivation, à travers trois exemples historiques. Il fait remarquer que ce sont tous trois des inventeurs d'écriture et que tous trois structurent leur personnalité à travers cette langue et l'univers sous-jacent qu'elle suggère, qui donne un sens fort à leur vie, et donc rejoint la question moderne de l'identité.

## En psychanalyse
Le principe de plaisir est en psychanalyse, depuis Sigmund Freud, opposé au principe de réalité.

## Citations
« Le plaisir extrême est proche de la douleur. »

— Paul Valéry

« Pour un plaisir, mille douleurs. »

— Proverbe français

« Le sage poursuit l'absence de douleur et non le plaisir. »

— Aristote, Ethique à Nicomaque (VII, 12)

« Vice : plaisir que l'on n'a pas goûté. »

— Louis Aragon